# Burg Falkenstein (Obervellach)

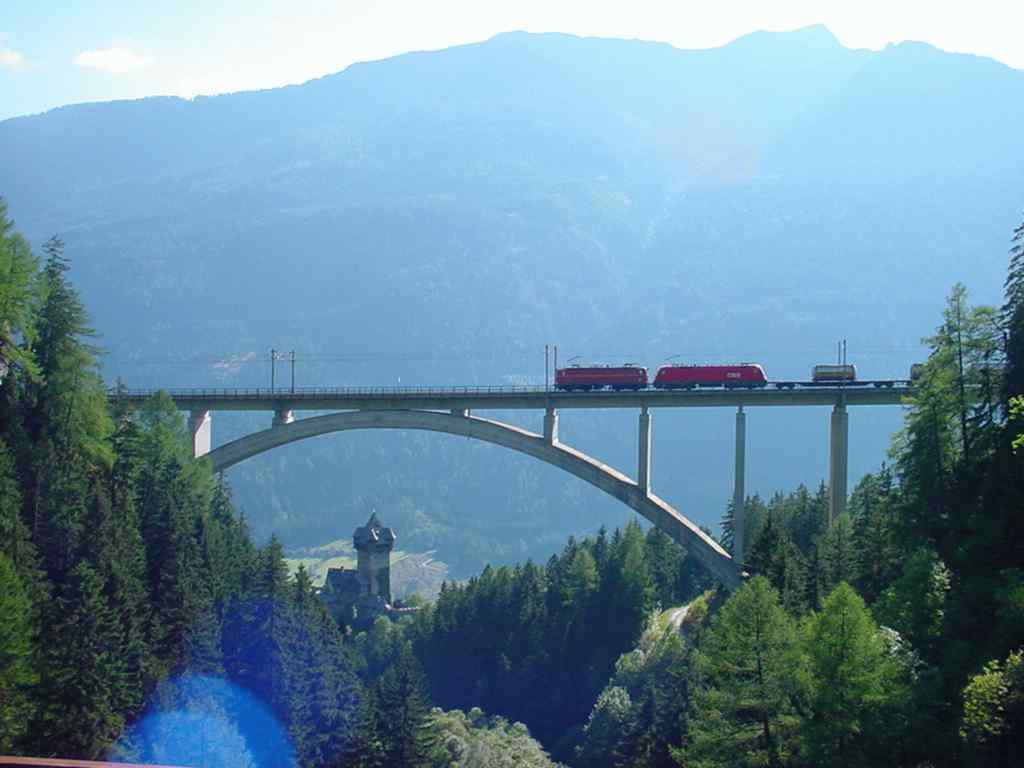
Burg Niederfalkenstein im Mölltal mit der Falkensteinbrücke der Tauernbahn

Die Burg Falkenstein ist eine Wehranlage in Obervellach in Kärnten, deren zwei räumlich getrennte Hauptgebäude auch Oberfalkenstein und Niederfalkenstein genannt werden. 

## Lage
In der östlich von Obervellach gelegenen Ortschaft Pfaffenberg steht auf einem Felsgrat, der aus der steilen Nordflanke des Mölltales wächst, hoch über der Mölltalstraße (B 106) die Burg Falkenstein.
Der Fels, der hier von der Tauernbahn durch einen 67 m langen Tunnel unterfahren wurde, trägt die Ruine Oberfalkenstein. Was man in unserer Zeit als Burg Unterfalkenstein bzw. Niederfalkenstein bezeichnet, war ehemals keine Burg, sondern nur ein Vorwerk der bedeutend höher gelegenen Burg Oberfalkenstein.
Die beiden Burgen in der östlichen Region der Hohen Tauern sind ca. 25 Gehminuten voneinander entfernt.

## Anlage
Die Burg Falkenstein wurde durch Bogenpfeiler und Strebepfeiler vor dem Absturz gesichert und war von einer Wehrmauer umgeben, die während des Baues der Tauernbahn ausgebessert und abgesichert wurde, damit sie die Sprengungen im Tunnel leichter überstehen konnte.

### Burg Oberfalkenstein
Die alte Burg Oberfalkenstein war ein romanischer Typ mit vierkantigem, vierstöckigen Bergfried am bergseitigen Eingang der Burg, dem ein Halsgraben vorgesetzt war. Der Palas, nur mehr in seinem Grundquadrat erkennbar, bestand aus besonders starken Mauern. Auch eine kleine romanische Kapelle war hier vorhanden, in der zeitweise sogar ein eigener Kaplan die gottesdienstlichen Handlungen verrichtete.

### Kapelle
Im Jahre 1295 wird ein Haenicus und 1346 ein Engelbrecht als "Capellanus auf ober valchenstain" erwähnt. Die dem Heiligen Johannes geweihte Kapelle wurde 1772 von den Pfaffenberger Bauern zu einer Kirche ausgebaut und wird noch immer benützt. An der Kirche erkennt man noch den romanischen Mauerkern. Sie ist ein Saal ohne Apsis, besitzt aber eine zweigeschoßige Holzempore. Der Hochaltar und ein Deckengemälde zeigen die Taufe Christi. An der Kanzel sieht man ganzfigurige Evangelienbilder. Während der seitliche Marienaltar und die anderen sakralen Kunstwerke aus dem 18. Jahrhundert stammen, besitzt die Burgkirche noch ein Tafelbild der hl. Barbara, der Schutzpatronin der Bergleute, das im 16. Jahrhundert gefertigt wurde.

## Geschichte

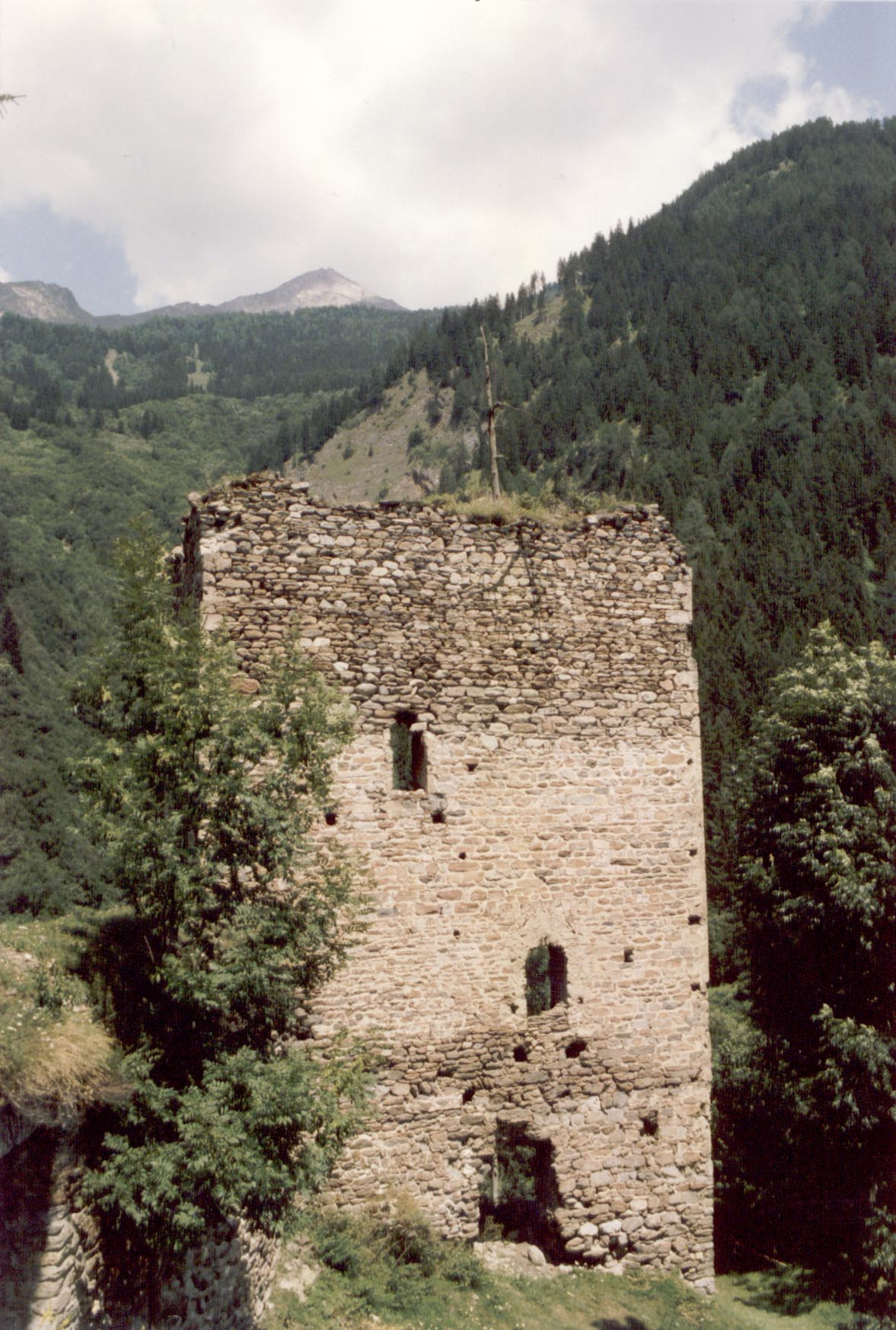
Bergfried der Burg Oberfalkenstein (1986)

Wann die Burg Falkenstein erbaut wurde, lässt sich nicht mehr mit Sicherheit feststellen. Auf jeden Fall zählt sie zu den ältesten Burgbauten im Land Kärnten und wurde bereits im Jahre 1164 erstmals urkundlich erwähnt. Sie hieß damals Valchenstain, später auch Walchenstein. Diese Namensschreibung deutet darauf hin, dass es sich hier um eine Walchensiedlung handeln könnte. Unter den Walchen versteht man die "Wallischen", wie man die Italiener in der alpenländischen Mundart auch bezeichnet. Tatsächlich konnte in der Nähe der Burg Falkenstein auch ein Ort "Walaha", also eine Welschensiedlung, urkundlich nachgewiesen werden. Vermutlich handelt es sich bei diesen Siedlern um die Reste der einstigen Bewohner des römischen Teurnia. Dem Vormarsch der Slawen knapp vor 600 n. Chr. wichen diese letzten Römer des Norikums dadurch aus, dass sie sich in die benachbarten Berge zurückzogen. 
Die Herren von Falkenstein waren Ministeriale, also adelige Gefolgsleute der meinhardinischen Grafen von Görz. Als dritter dieses Geschlechtes ist 1164 ein Gumpoldus de Valchenstein nachweisbar, der ausdrücklich als Ministeriale des Pustertaler Grafen Engelbert I. bezeichnet wurde. Erst ab 1200 nannten sich diese Adeligen Grafen von Görz. 
1271 urteilte Otto von Falkenstein in einem Streit zwischen den Görzer Grafen und dem Stift Admont, das im oberen Mölltal reich begütert war, um Neubrüche in der Gegend von Stall im Mölltal.

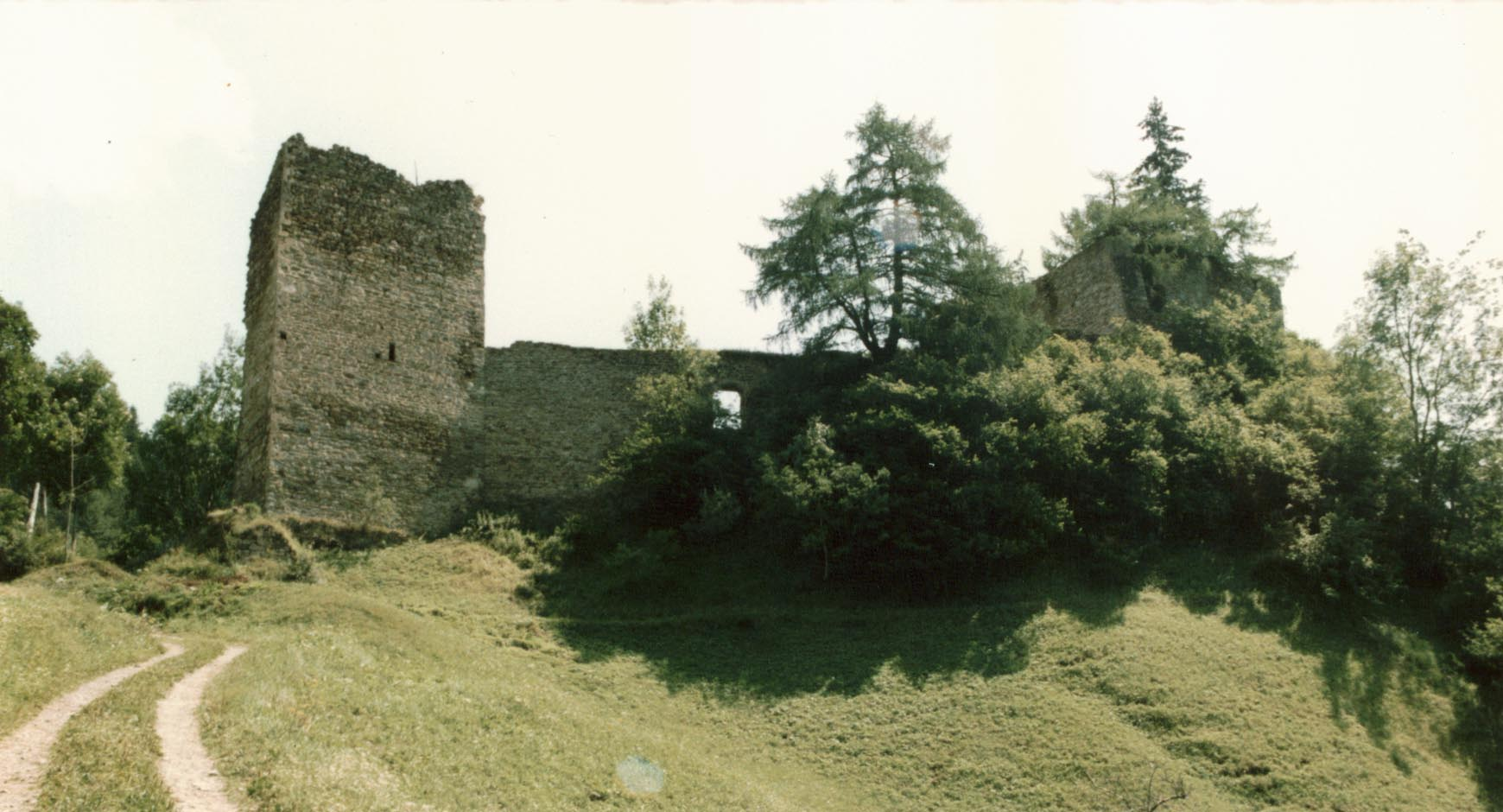
Nordseite der Burg Oberfalkenstein (1986)

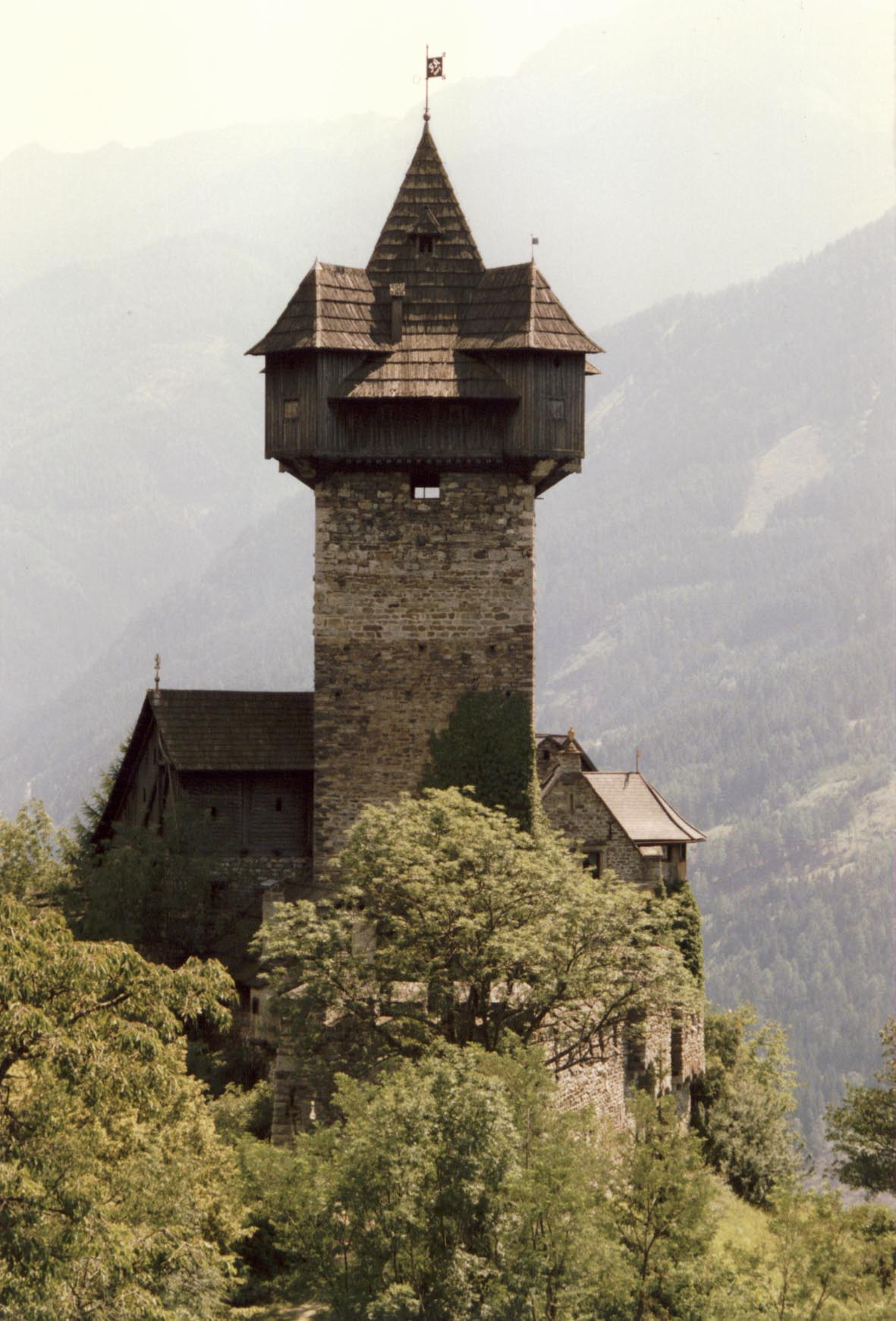
Burg Niederfalkenstein (1986)

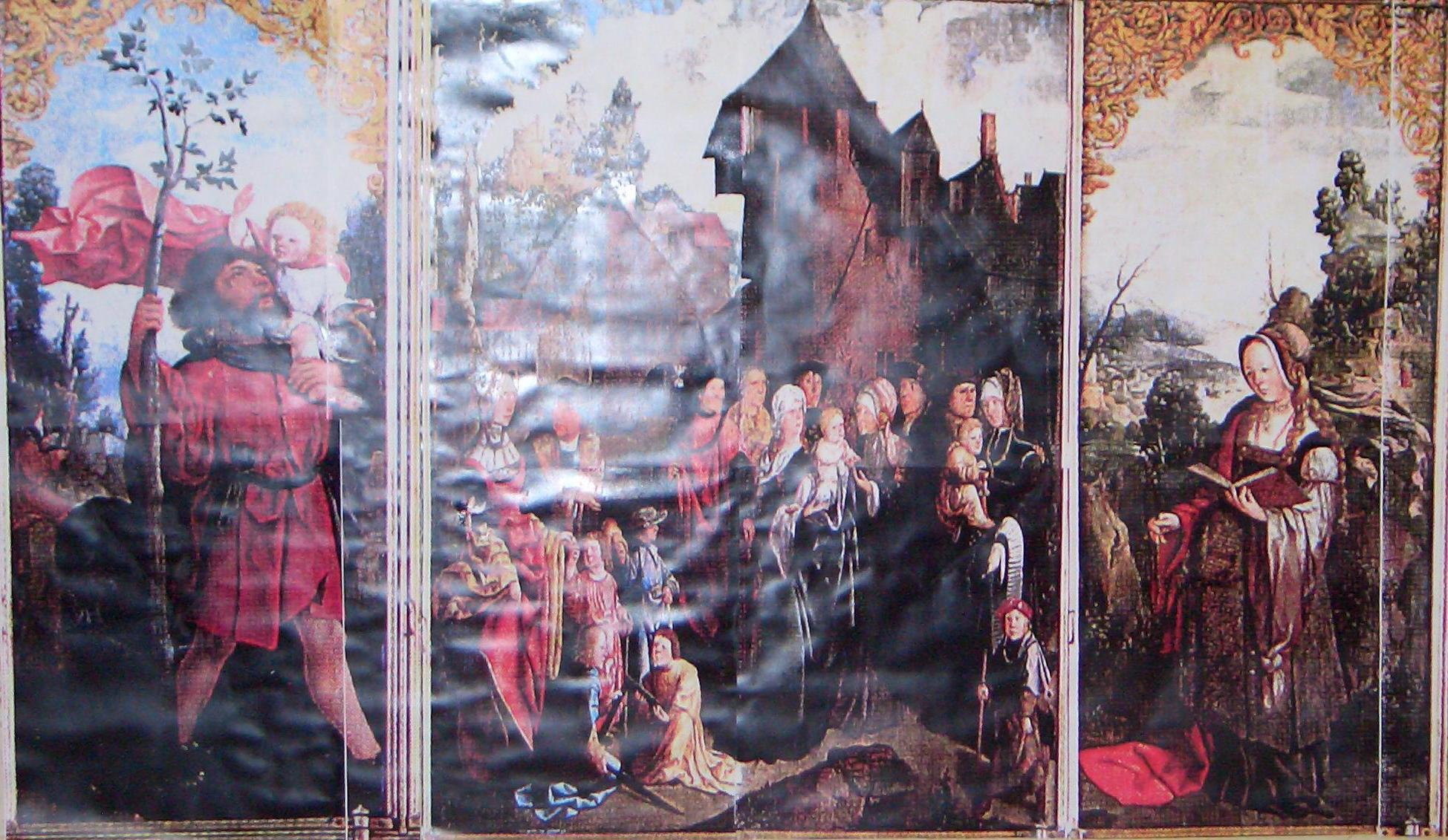
Altarbild in der Pfarrkirche St. Martin zu Obervellach im Mölltal. Gemalt vom niederländischen Maler Jan van Scorel

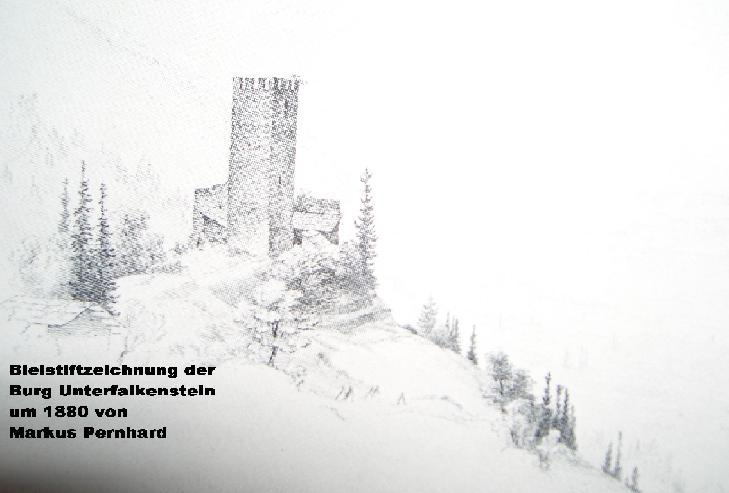
Burg Unterfalkenstein im Jahr 1880. Vor dem Umbau 1907 durch Kaltenegger (Bleistiftzeichnung des Kärntner Künstlers Markus Pernhart)

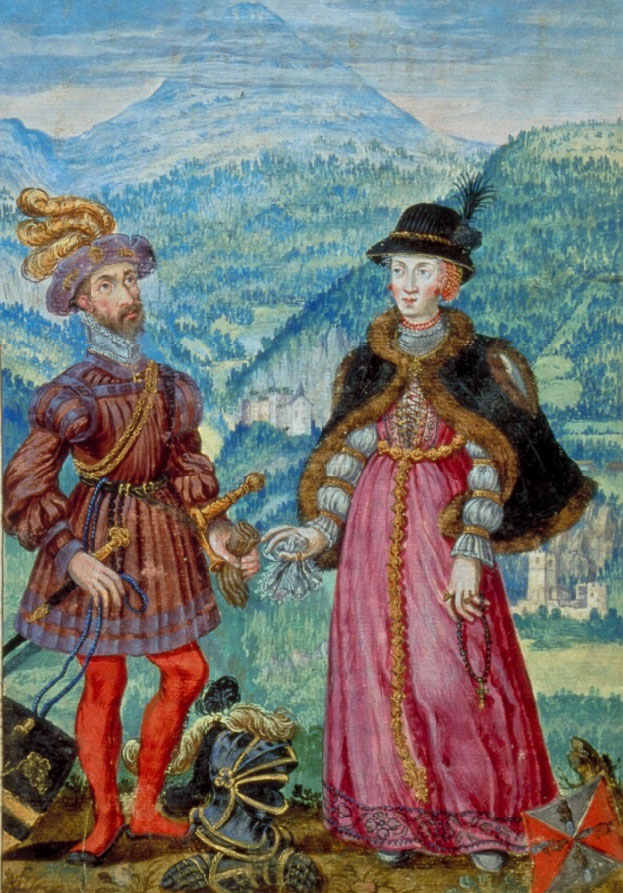
Hans II. Khevenhüller und Katharina geb. Pibriach vor den Ruinen Ober- und Niederfalkenstein

Die Falkensteiner pflegten mit dem Benediktinerkloster Millstatt freundschaftliche Beziehungen. Im Jahre 1272 trat eine Tochter Chotos von Falkenstein in das Frauenkloster Millstatt ein. Dieses bestand seit dem 12. Jahrhundert neben dem dortigen Männerkloster. Als Mitgift vermachte der Falkensteiner seiner Tochter bzw. dem Kloster Millstatt eine Hube in Litzelsdorf.
Bald nach 1300 scheint das Geschlecht derer von Falkenstein ausgestorben zu sein, denn in den folgenden Jahren unterschieden die Grafen von Görz zwischen einem oberen und niederen „Valchensteyn“, die sie getrennt an kleinere Adelige verliehen. Am 24. Juni 1394 verpfändete Graf Heinrich IV. von Görz das obere Falkenstein an den österreichischen Herzog Albrecht III. Weil Graf Heinrich später nicht mehr in der Lage war, die verpfändete Burg wieder einzulösen, blieb sie unter Herrschaft der Habsburger, die nunmehr Falkenstein wie ihr Eigentum behandelten. Durch den Frieden von Pusarnitz kam die Herrschaft Falkenstein auch rechtskräftig in den Besitz der Habsburger. Kaiser Friedrich III. überließ nun beide Burgen verschiedenen Pflegern, die rasch wechselten und laufend hohe Pfandsummen zu erlegen hatten. Bis in das Jahre 1462 wurde auch Andreas von Graben zu Sommeregg als Burgherr von Schloss Unterfalkenstein genannt.
Im Jahre 1504 verpfändete Maximilian I., der 1493 seinem Vater Friedrich III. als Regent gefolgt war, die Burg und das Landesgericht Falkenstein sowie die Ämter zu Vellach (Obervellach) und zu Kirchheim (Großkirchheim) im oberen Mölltal an Julian, Graf von Lodron, weil dieser der Hofkammer 7500 Gulden geliehen hatte. Apollonia, die Gemahlin des Grafen, eine geborene Lang von Wellenburg und Schwester des salzburgischen Erzbischofs Kardinal Matthäus Lang von Wellenburg, verlor ihren Gatten schon 1510. Sie vermählte sich in zweiter Ehe mit Christoph Graf von Frangipani, einem kroatischen Adeligen, der als kaiserlicher Oberbefehlshaber 1514 in Friaul seine Freiheit verloren hatte. Frau Apollonia Frangipani stiftete für Obervellach ein berühmtes Altarbild des niederländischen Malers Jan van Scorel.
In jenen Jahren befand sich die Burg Falkenstein in einem schlechten Bauzustand, darum erlaubte 1507 der spätere Kaiser dem Grafen Lodron 500 Gulden zu verbauen. Um 1510 durfte die verwitwete Gräfin nochmals 200 Gulden verwenden, um das baufällige Schloss aufzurichten. 
Nach Frangipanis kinderloser Ehe hat die Herrschaft Falkenstein mehrmals die Besitzer geändert, unter denen auch für kurze Zeit der reiche Goldgewerke Christoph Weitmoser, ferner Graf Ferdinand von Salamanca-Ortenburg und Bartholomäus Khevenhüller aufscheinen. 
Von 1693 bis 1883 war die Burg im Eigentum der Freiherren von Sternbach, welche die Festung verfallen ließen, weil sie in der Burg Groppenstein westlich von Obervellach ihren Wohnsitz hatten. Im August 1825 besuchte der Wiener Alpinist und Hofkammerbeamte Josef Kyselak (1798–1831) bei seiner Österreichwanderung die Ruine Falkenstein. Er findet einen großen Turm mit einem wohl angelegten Bienenhaus darin, das erste, welches ich in Kärnten sah sowie ein Kirchlein mit einem hölzernen Turm. Mehr als die Ruine fasziniert ihn die Bergbauernlandschaft rundum: Einzelne, an 1000 Klafter hohe Felsen hingelehnte Hütten, die um Schonung zu den riesigen Beherrschern flehen; sparsam sich hin und wieder hinaufziehende Streifen von Wiesen, die eine Handvoll Gras für Lebensgefahr verkaufen... 1905 erwarb die Burg Falkenstein Hofrat Ferdinand Kaltenegger von Riedhorst, welcher der Burg Unterfalkenstein ihr gegenwärtiges Aussehen gab.
Nach dessen Tod im Jahre 1912 wechselten die Besitzer der renovierten Burg, die von 1939 bis 1947 im Eigentum des Georg Friedrich Scheier, adoptierter Freiherr Trütschler von Falkenstein war. Der Sohn des Freiherrn Trütschler verkaufte 1959 die beiden Burgen an Anni Helene Johanna Oehmichen, eine Dithmarscher Im- und Exportkauffrau, die vorher in China, Japan und den USA gelebt hatte. Da die Burg Niederfalkenstein 1959 bereits wieder sehr heruntergekommen war, investierte Frau Oehmichen erneut ein erhebliches Vermögen in die Restaurierung. Auch stattete sie die Burg mit wertvollen Gemälden und Antiquitäten aus.
Es folgte auf die Bemühungen der Frau Oehmichen eine Brandstiftung durch einen Einbrecher, bei der der Palas (das Hauptgebäude der Burg) samt dem wertvollen Inventar im Jahre 1969 bis auf die Grundmauern niederbrannte. Der Einbrecher, der angeblich durch die Brandstiftung seine Spuren verwischen wollte, wurde unmittelbar nach der Tat mit einem Rucksack voller Silber im Tauerntunnel zwischen Mallnitz-Böckstein gefasst.
Frau Oehmichen gebührt das Verdienst – nach diesem schweren Schicksalsschlag – den Palas der Burg Niederfalkenstein wieder aufgebaut und eingerichtet zu haben (Gedenktafel, rechts vom Haupttor der Burg, gestiftet durch die Gemeinde Obervellach). Frau Oehmichen verstarb 1987 auf Burg Niederfalkenstein nach langer, schwerer Krankheit.
Durch Erbschaft ging der Besitz der Burgruine Oberfalkenstein und der Burg Niederfalkenstein nach dem Tod der Frau Oehmichen auf ihre beiden Neffen Rolf-Peter Oehmichen (Hamburg, BRD) und Erhard Christian Mahnke (Burlington, Vermont, USA) über. Rolf-Peter Oehmichen führte erneut weitreichende Sanierungen an der Burganlage durch, u. a. eine Neueindeckung der Dächer des Turmes und der Wehrgänge mit teilweise bis zu ein Meter langen handgeklobenen Lärchenschindeln. Im Jahre 1989 verkauften die beiden Neffen die Ruine Oberfalkenstein an Herrn Weißmann. Im Jahre 1998 wurde dann auch die Burg Niederfalkenstein an Familie Fersterer, eine Hoteliersfamilie aus Saalbach, verkauft.
Seit 2016 ist die Burg Falkenstein (Niederfalkenstein) in den Sommermonaten für Besucher geöffnet.

## Sonstiges
Am 13. November 1973 brachte die Österreichische Post zu diesem Motiv eine Dauermarke der Briefmarkenserie Landschaften aus Österreich zu 7,00 Schilling heraus.
Von der Burg Niederfalkenstein gibt es ein Modell im Maßstab 1:87 (H0) der Marke Kibri.